# Sœurs de la charité de Notre-Dame de la Merci
Les Sœurs de la charité de Notre-Dame de la Merci (en latin : Congregatio Sororum a Caritate B.M.V. de Mercede) sont une congrégation religieuse féminine hospitalière de droit pontifical.

## Histoire
La congrégation est fondée le 16 mars 1878 à Malaga par Jean Népomucène Zegri y Moreno (1831 - 1905) pour l'exercice de toutes les œuvres de charité notamment en faveur des plus pauvres. 
L'institut est affilié à l'ordre de Notre-Dame-de-la-Merci le 9 juin 1878, il reçoit le décret de louange du pape Léon XIII le 25 septembre 1900 et ses constitutions sont définitivement approuvées par le Saint-Siège le 24 avril 1901.

## Activités et diffusion
Les mercédaires de la charité se dévouent envers les enfants et les personnes âgées, les malades, les prisonniers, les migrants.
Elles sont présentes en :
- Europe : Espagne, Italie.
- Amérique : Argentine, Brésil, Colombie, République dominicaine, Pérou.
- Afrique : Angola.
- Asie : Corée du Sud, Inde.

La maison généralice est à Rome.
En 2017, la congrégation comptait 873 sœurs dans 122 maisons.